# Berberis aridocalida
Berberis aridocalida är en berberisväxtart som beskrevs av Ahrendt. Berberis aridocalida ingår i släktet berberisar, och familjen berberisväxter. Inga underarter finns listade i Catalogue of Life.